# محمد حازورلي
محمد حازورلي (8 يناير 1948 في تبسة) هو مخرج جزائري اشتهر بمسلسلاته وحصصه بمحطة قسنطينة الجهوية للتلفزيون الجزائري

## حياته وأعماله
درس حازرولي المرحلتين الابتدائية والإكمالية في تبسة، انتقل بعدها إلى ثانوية حيحي المكي، وبعد إكماله المرحلة الثانوية درس في مدرسة الفنون الدرامية ببرج الكيفان عام 1968، كما كانت له فترة تكوينية حول السينما في فرنسا بين عامي 1969 و1970.
التحق للعمل في التلفزيون الجزائري عام 1970، كمساعد مخرج، وأنجز أول عمل كوميدي بعنوان «رمضان والناس» تلاه «مغامرات جحا» عام 1971، ليخرج 07 حلقات من سلسلة «رمضان والناس» عام 1972. وهي السنة التي أنجز فيها أول فيلم مطول بعنوان «السخاب» الذي مثل الجزائر في مهرجان براغ عام 1975. ارتبط اسم محمد حازورلي أكثر بالحصة الفكاهية «أعصاب وأوتار» التي رافقت شهر رمضان حوالي 20 سنة.

## أهم أعماله
- 1975: فيلم السخاب
- 1977: حيزية به ساعتين[2]
- 1976: أعصاب وأوتار مسلسل
- 2007: علي وعلي يدي وعلي ميديش (فيلم) فيلم
- 2008: البذرة 2 مسلسل
- الهجرة فيلم

## وصلة خارجية
- المخرج محمد حازورلي ضيف حصة المفيد مع قادة بن عمار